# アラン・ヒューストン
アラン・ウェイド・ヒューストン（Allan Wade Houston、1971年4月20日 - ）は、アメリカ合衆国ケンタッキー州ルイビル出身。NBAのニューヨーク・ニックスなどで活躍した元プロバスケットボール選手。ポジションはシューティングガード。
現在は、NBAゲータレード・リーグのウェストチェスター・ニックスでGMを務めている。

## 経歴
テネシー大学で1989年から1993年まで4シーズン、父親のウェイド・ヒューストンの下でプレーした。テネシー大学の歴代得点1位、クリス・ロフトンに次いで3ポイントシュート成功数は歴代2位となっている。
1993年のNBAドラフト全体11位でデトロイト・ピストンズに指名された。1年目の1993-1994シーズンは平均8.5得点をあげ、1994-1995シーズンは平均14.5得点、1995-1996シーズンは平均19.7得点をあげた。
1996年にフリーエージェントとなり、ニューヨーク・ニックスに移籍し9シーズン在籍した。移籍した初年度の1996-1997シーズン、ジョン・スタークスとのポジション争いに勝ち、スタークスを控えに追いやったが、勝負どころの第4Qにはスタークスの方が出場時間は多く与えられた。
1998-1999シーズンには平均17得点をあげて、チームをNBAファイナルに導いた。その年のプレーオフ1回戦、マイアミ・ヒートとの第5戦では1点リードされた場面で、インバウンズパスを受け取ると、残り0秒8に逆転となるジャンプショットを決めて、ニックスは78-77で勝利した。第8シードのチームが第1シードを破るのは、NBAプレーオフ史上2度目のことであった。
2000年にはNBAオールスターゲームに出場、同年のシドニーオリンピックでは金メダルを獲得した。
2001年にもオールスターゲームに出場した。同年7月ニックスと6年1億ドルの契約を結んだが、ひざの負傷で2003-2004シーズン32試合を欠場、2004年のオフシーズン、手術を拒否して、2004-2005シーズンは、わずか20試合の出場にとどまり、2005年10月17日、引退を表明した。ニックスでは歴代4位の11,165得点をあげた。NBA12シーズンで平均17.3得点、3ポイントシュートを40.2%成功させている。
2007年3月30日、ニックスとの契約が満了すると、現役復帰に興味を持っていることが報道された。2006-2007シーズン、彼はミネソタ・ティンバーウルブズのケビン・ガーネットの2100万ドルに次ぐ、NBA2位の2070万ドルを受け取っていた。同年6月27日にも彼が現役復帰に興味を持っていることが報道された。10月8日、ニックスのトレーニングキャンプに参加した。ジャレッド・ジェフリーズが背番号20を着けていたため、7番を着用した。ジェフリーズは背番号を譲ることに反対していなかったが、NBAがトレーニングキャンプが開始後に選手が背番号を変更することを許可しなかった。ボストン・セルティックスとのプレシーズンゲームに6分間出場した後、10月20日、現役復帰を断念することを表明した。
2008年、プレシーズンにニックスと契約、14番を着けたが、1試合もプレシーズンゲームに出場することなく、解雇されたが、ドニー・ウォルシュニックス球団社長やゼネラルマネージャーのスペシャルアシスタントを務めた。バラク・オバマアメリカ合衆国大統領の友人であり、2008年アメリカ合衆国大統領選挙ではオバマのための選挙資金集めも行った。

## アラン・ヒューストン・ルール
2005年、NBAは贅沢税を払うことになるチームが、高額契約を結んだ選手を自由契約とした場合に、その選手へのサラリーや、サラリーキャップは残るが、贅沢税を免除されるルール(アムネスティ条項)を定めた。このルールは、アラン・ヒューストン・ルールと呼ばれるようになったが、皮肉なことに、ニックスはヒューストンにはこのルールを適用せず、ジェローム・ウィリアムズに適用した。

## 個人成績

### NBA

#### レギュラーシーズン
| シーズン     | チーム       | GP  | GS  | MPG  | FG%  | 3P%  | FT%   | RPG | APG | SPG | BPG | PPG  |
| ------------ | ------------ | --- | --- | ---- | ---- | ---- | ----- | --- | --- | --- | --- | ---- |
| 1993–94      | DET          | 79  | 20  | 19.2 | .405 | .299 | .824  | 1.5 | 1.3 | .4  | .2  | 8.5  |
| 1994–95      | DET          | 76  | 39  | 26.3 | .463 | .424 | .860  | 2.2 | 2.2 | .8  | .2  | 14.5 |
| 1995–96      | DET          | 82  | 75  | 37.5 | .453 | .427 | .823  | 3.7 | 3.0 | .7  | .2  | 19.7 |
| 1996–97      | NYK          | 81  | 81  | 33.1 | .423 | .385 | .803  | 3.0 | 2.2 | .5  | .2  | 14.8 |
| 1997–98      | NYK          | 82* | 82* | 34.7 | .447 | .385 | .851  | 3.3 | 2.6 | .8  | .3  | 18.4 |
| 1998–99      | NYK          | 50* | 50* | 36.3 | .418 | .407 | .862  | 3.0 | 2.7 | .7  | .2  | 16.3 |
| 1999-00      | NYK          | 82  | 82  | 38.6 | .483 | .436 | .838  | 3.3 | 2.7 | .8  | .2  | 19.7 |
| 2000–01      | NYK          | 78  | 78  | 36.6 | .449 | .381 | .909  | 3.6 | 2.2 | .7  | .1  | 19.7 |
| 2001–02      | NYK          | 77  | 77  | 37.8 | .437 | .393 | .870  | 3.3 | 2.5 | .7  | .1  | 20.4 |
| 2002–03      | NYK          | 82  | 82  | 37.9 | .445 | .396 | .919* | 2.8 | 2.7 | .7  | .1  | 22.5 |
| 2003–04      | NYK          | 50  | 50  | 36.0 | .435 | .431 | .913  | 2.4 | 2.0 | .8  | .0  | 18.5 |
| 2004–05      | NYK          | 20  | 11  | 26.6 | .415 | .388 | .837  | 1.2 | 2.1 | .4  | .1  | 11.9 |
| 通算         | 通算         | 839 | 727 | 33.7 | .444 | .402 | .863  | 2.9 | 2.4 | .7  | .2  | 17.3 |
| オールスター | オールスター | 2   | 0   | 16.5 | .333 | .400 | 1.000 | 1.5 | 2.5 | .5  | .0  | 8.0  |

#### プレーオフ
| シーズン | チーム | GP | GS | MPG  | FG%  | 3P%  | FT%   | RPG | APG | SPG | BPG | PPG  |
| -------- | ------ | -- | -- | ---- | ---- | ---- | ----- | --- | --- | --- | --- | ---- |
| 1996     | DET    | 3  | 3  | 45.3 | .431 | .333 | .900  | 2.7 | 2.0 | .0  | .3  | 25.0 |
| 1997     | NYK    | 9  | 9  | 40.0 | .436 | .500 | .886  | 2.6 | 2.3 | .7  | .3  | 19.2 |
| 1998     | NYK    | 10 | 10 | 40.3 | .434 | .391 | .862  | 3.8 | 2.8 | .5  | .1  | 21.1 |
| 1999     | NYK    | 20 | 20 | 39.2 | .443 | .250 | .883  | 2.7 | 2.6 | .4  | .1  | 18.5 |
| 2000     | NYK    | 16 | 16 | 40.9 | .438 | .500 | .862  | 3.3 | 1.6 | 1.2 | .2  | 17.6 |
| 2001     | NYK    | 5  | 5  | 37.8 | .594 | .545 | 1.000 | 1.8 | 1.4 | 1.0 | .2  | 20.8 |
| 通算     | 通算   | 63 | 63 | 40.1 | .448 | .420 | .884  | 2.9 | 2.2 | .7  | .2  | 19.3 |

## 家族
父親のウェイド・ヒューストンは、ルイビル大学初のアフリカ系アメリカ人バスケットボール選手である。